# Vladimir Pozner
Vladimir Solomonovici Pozner (în rusă Влади́мир Соломо́нович По́знер, n. 5 ianuarie 1905, Paris, Franța – d. 19 februarie 1992, Paris, Franța) a fost un scriitor și traducător francez de origine evreiască. Familia lui a părăsit Rusia din cauza pogromurilor și s-a stabilit în Franța. Pozner s-a implicat în activități culturale și politice, manifestându-se ca un antifascist și comunist în perioada interbelică. S-a împrietenit cu militanți comuniști renumiți pe plan mondial, dar a respins în același timp politica sovietică.

## Biografie

### Tinerețea
Vladimir Pozner s-a născut în 1905 la Paris din părinți evrei ruși. Tatăl său, Solomon Pozner, era un istoric și luptător pentru emancipare care a participat la Revoluția Rusă din 1905, refugiindu-se apoi în Franța. Membru al grupului din care făcea parte Rosa Luxemburg, el a încurajat participarea evreilor în societatea rusă, acolo unde era posibil. El făcea parte din Societatea pentru muncă manuală (mai bine cunoscut sub numele de ORT, acronim numelui său rusesc) și din Societatea pentru Răspândirea Iluminismului. Mama lui era Esther Siderski, care s-a alăturat, de asemenea, acestor grupuri. Fratele său, George s-a născut în 1908 și a devenit mai târziu profesor de egiptologie. O amnistie decretată în anul următor a permis familiei să se întoarcă la St. Petersburg.
Pozner a studiat la Leningrad, unde a început să lucreze ca traducător și jurnalist. La izbucnirea războiului (Primul Război Mondial) granițele Rusiei au fost închise, iar evreii nu au mai putut părăsi țara. Puține progrese fuseseră făcute de Duma de stat în ceea ce privește drepturile civile și politice ale evreilor în prima parte a secolului al XX-lea. Pozner a urmărit Revoluția din Octombrie 1917 de la ferestrele apartamentului său. Un grup literar cunoscut sub numele de Frații Serapion se aduna în apartamentul părinților săi din oraș pentru a citi și a discuta despre poezie. Vizitatori frecvente erau Viktor Șklovski, Aleksandr Blok, Vladimir Maiakovski și Anna Ahmatova, cea mai tânără dintre celebrii literați.
În 1921 occidentalizatul Pozner a revenit la Paris și, din 1922, a început să studieze la Sorbona, unde a întâlnit-o pe Irene Nemirovski. El a început să traducă operele lui Tolstoi și Dostoievski în limba franceză; o mare parte din tinerii scriitori sovietici, inclusiv Isaac Babel, Vsevolod Ivanov, Lev Lunț, Aleksei Tolstoi îi erau contemporani. La absolvire, el a făcut o călătorie periculoasă la Berlin în căutarea prietenilor săi ruși, Maxim Gorki, Șklovski și Maiakovski. Germania a rămas singura țară din Europa care permitea intrarea celor ce posedau un pașaport sovietic. El a aflat de romanele lui Boris Pasternak de la Elsa Triolet.
Astfel, Vladimir Pozner a devenit un simpatizant comunist în timp ce locuia în Europa. Mai mulți membri ai intelectualității ruso-evreiești precum Sliozberg și Horace Ginzberg se considerau cetățeni ruși și nu vedeau nici o contradicție între a fi evrei și a fi evrei ruși. În mod ironic, răspândirea evreilor ruși în diaspora a avut efectul opus, deoarece a încurajat ideile de emigrare și de eliberare.
Pozner s-a căsătorit în 1925 cu Elisabeth Makovska, pictoriță și fotografă, și au avut împreună o fiică, Anne-Marie, cunoscută sub numele de Kissa, ce s-a născut în 1927. A început o carieră în jurnalism, scriind pentru publicațiile de stânga Regards, Vendredi, Marianne, Messidor, ca și la revistele literare cu aceeași orientare politică, Bifur, Europa, și NRF. Îl vizita în mod regulat pe pictorul și designerul Francis Jourdain, un bărbat mai în vârstă a cărui operă o admira. A publicat la Paris, în 1928, primul său volum de poezie rusă intitulat Poemes de Circonstances.
În anul următor, Vladimir a lucrat la elaborarea programului artistic al teatrului Trianon și a publicat studiul Panorama de la littérature russe. Doi ani mai târziu, el a publicat „Dostoievski et romans aventures”, devenind primul traducător al marelui scriitor rus în limba franceză. A călătorit în Italia pentru a-l vizita pe Gorki, care era la acel moment un exilat comunist și un critic al Rusiei Sovietice, și a locuit împreună cu el pe coasta de la Sorrento. De asemenea, el a devenit redactor și secretar al revistei Commune, publicată de Asociația Scriitorilor și Artiștilor Revoluționari, condusă de Paul Vaillant-Couturier, și a colaborat astfel cu Aragon, Nizan, Malraux, Soupault, André Gide, Giono, Cartier-Bresson...
Odată ce Hitler a venit la putere în Germania la începutul anilor 1930, Pozner a luat parte la activitatea de salvare a refugiaților germani care doreau să scape de naziști. L-a cunoscut cu acest prilej pe compozitorul german Hanns Eisler, un refugiat anti-fascist, cu care a devenit prieten, și le-a ajutat, de asemenea, pe scriitoarele Anna Seghers și Ida Liebmann să părăsească Germania Nazistă.

### Carieră internațională
El a rămas un adept al Partidului Comunist, în mare măsură la sfatul lui Gorki; celebrul scriitor părăsise Italia în 1928 ca urmare a transformării acestui stat într-o dictatură fascistă și fusese primit înapoi în URSS de către Stalin. Dar Pozner a rămas în Paris pentru a-și continua lupta împotriva fascismului din Europa. În 1934, el a organizat primul Congres al Scriitorilor Sovietici de la Moscova, întâlnindu-se pentru ultima oară cu Gorki, căruia i s-a permis să participe la acest eveniment cultural. Pozner a făcut parte din delegația franceză, alături de Aragon, Jean-Richard Bloch, Malraux, Nizan și alții. El i-a scris în mod regulat lui Gorki, al cărui agent literar era.
Mai târziu, în 1934, Gorki a fost plasat sub arest la domiciliu în URSS. În anul următor Pozner a publicat romanul său cel mai cunoscut, Tolstoi este mort (1935) care a fost adaptat pentru teatru. El a luat parte la Congresul Internațional al Scriitorilor de la Paris, împreună cu Mihail Kolțov, un critic sever al aparatului birocratic sovietic, care mai târziu a fost executat de Stalin.
Moartea lui Gorki în 1936 s-a petrecut în conditii foarte suspecte. Pozner a călătorit în Statele Unite ale Americii, unde va reveni frecvent în perioada următoare. În acest moment, el făcea cercetări pentru lucrarea sa polemică The Disunited States, pe care o va publica trei ani mai târziu. O a doua călătorie în Statele Unite ale Americii a realizat-o împreună cu Ida Liebmann în 1938.
Atunci când a publicat-o, The Disunited States a fost un mare succes, primit cu aprecieri critice: un nou punct de vedere etichetat ca o piesă importantă a literaturii franceze, după care s-a făcut mai târziu un film. După ce Franco a triumfat în Spania, el a depus eforturi pentru eliberarea prizonierilor republicani deținuți fără proces, transformându-și memoriile în 1965 într-un roman, L'Espagne, mon premier amour.
În timp ce tancurile naziste se îndreptau spre Paris, în iunie 1940, el a părăsit Parisul pentru a se alătura familiei sale la Correze. El a locuit împreună cu Arlette și Renaud de Jouvenel, prietenii lui cei mai buni. Acolo ei i-au întâlnit pe Aragon, pe frații Prevert, pe Marcel Duhamel și pe mulți alți refugiați, în special republicani spanioli.
Astfel, Gestapo-ul a găsit gol apartamentul său din Paris. În calitate de militant antifascist și comunist evreu, Pozner a cerut azil în Statele Unite și a obținut acest drept. (Cel mai probabil, Departamentul de Stat, destul de zgârcit cu vizele pentru europenii ce fugeau din calea ocupației naziste, îi cunoștea activitatea și dorea să se folosească de experiența sa pentru viitorul război.) A plecat la New York, unde soția și familia sa îl așteptau, dar s-au mutat curând în California. El a locuit la început în Berkeley cu Barbara și Haakon Chevalier. A lucrat la mai multe filme cu Berthold Brecht, Jons Ivens, George Sklar, Saika Viertel, cu care a rămas prieten. A fost nominalizat la Premiul Oscar pentru cel mai bun scenariu, pentru filmul Dublă enigmă, regizat de Robert Siodmak.
Pozner a continuat să scrie romane: Deuil en 24 heures se referea la exodul în masă din Franța în 1940.

### Revenirea în Franța
Plecând înapoi în Franța după eliberarea țării de naziști în 1945, cartea a fost publicată în limbile franceză și engleză și a fost aclamată de scriitori precum Dashiell Hammett, Erskine Caldwell și Heinrich Mann. Aflat la Paris, el a început să lucreze cu Marc Allegret la Les Gens du Pays, o adaptare a romanului său. S-a instalat într-un apartament de pe Rue Mazarine nr. 52 din arondismentul 6, unde a locuit până când a decis să călătorească în jurul lumii. El a făcut mai multe călătorii în Statele Unite ale Americii.
Cu cel puțin o ocazie, i-a lăudat, împreună cu Ida, pe prietenii săi care deveniseră victime ale MacCarthyism-ului: Joseph Losey, John Berry, Michael Wilson, și i-a apărat pe scenariștii americani talentați în presa de la Hollywood, denunțându-i pe cei care umileau industria cinematografică și treceau cineaști valoroși pe lista neagră.
El a început o colaborare de lungă durată cu Brecht, Eisler, Ivens, Lillian Hellman și Claude Roy. A trimis scenariul pentru Le Point du jour lui Louis Daquin în 1949. După mai mulți ani petrecuți la Hollywood, Pozner a vrut să ia parte la filmări și a mers în minele de cărbune din zona de nord. Citat ca martor al acuzării în procesul lui Kravcenko, s-a întrecut pe sine însuși ca traducător de franceză și rusă. El a călătorit mult în această perioadă, făcând filme în Italia, Germania și Austria, în 1950. La întoarcere, el a publicat Qui a tue H O Burrell?, o satiră bazată pe propriile sale experiențe cu privire la Războiul Rece și la relații externe glaciale ale Statelor Unite ale Americii. Începând din anul 1955 a lucrat pentru Brecht la spectacolul Domnul Puntila și sluga sa Matti, pus în scenă de Alberto Cavalcanti.

## Romane
- Panorama de la littérature russe, 1929
- Anthologie de la prose russe contemporaine, 1929
- Tolstoï est mort, 1935 ; Christian Bourgois éditeur Arhivat în 23 martie 2017, la Wayback Machine. 2010
- Le Mors aux dents, 1937 ; Actes Sud / Babel Arhivat în 23 iulie 2012, la Wayback Machine. 2005
- Les États-Désunis, 1938 ; Lux Éditeur Arhivat în 13 ianuarie 2012, la Wayback Machine. 2009. Traducere americană: The Disunited States, Seven Stories Press, 2014
- Deuil en 24 heures (The Edge of the Sword), 1942
- Les Gens du pays, 1943
- Qui a tué H. O. Burrell ?, 1952
- Souvenirs sur Gorki, 1957
- Le Lieu du supplice, 1959
- Le Lever du rideau, 1961
- Espagne premier amour, 1965
- Mille et un jours, 1967
- Le temps est hors des gonds, 1969
- Vladimir Pozner se souvient, 1972
- Mal de lune, 1974
- Descente aux enfers, 1980
- Les Brumes de San Francisco, 1985 ; Actes Sud / Babel Arhivat în 23 iulie 2012, la Wayback Machine. 2006
- Le Fond des ormes, Actes Sud 1986
- Cuisine bourgeoise, Actes Sud 1988
- Souvenirs sur Aragon et Elsa : le Temps des cerises / SALAET 2001 (postum)